# Miłocin (gmina Wojciechów)
Miłocin – wieś w Polsce położona w województwie lubelskim, w powiecie lubelskim, w gminie Wojciechów. Obok miejscowości przepływa rzeka Ciemięga, lewy dopływ Bystrzycy.
W 1954 roku od Miłocina odłączono część położoną na południe od linii kolejowej Lublin-Puławy, tworząc z niej wieś Miłocin, która weszła w skład gromady Palikije (pozostała część weszła w skład gromady Tomaszowice).
W latach 1975–1998 miejscowość należała administracyjnie do województwa lubelskiego.
Wieś stanowi sołectwo gminy Wojciechów. Według Narodowego Spisu Powszechnego z roku 2011 wieś liczyła 521 mieszkańców.
Wierni Kościoła rzymskokatolickiego należą do parafii Najświętszej Maryi Panny Matki Kościoła w Palikijach.

## Części wsi
| SIMC    | Nazwa  | Rodzaj    |
| ------- | ------ | --------- |
| 0393749 | Czajki | część wsi |

## Historia
Wieś notowana w roku 1442 jako „Miloczin”, stanowiła własność szlachecką. W roku 1442 dziedzicem był Warsz z Ostrowa kasztelan lubelski.

W roku 1827 spisano tę wieś jako poduchowną, posiadała wówczas 10 domostw i 104 mieszkańców. Około roku 1885 opisano Miłocin jako wieś z folwarkiem w powiecie lubelskim gminie Wojciechów przy samej drodze żelaznej kolei nadwiślańskiej. Jak podaje Słownik geograficzny Królestwa Polskiego stacja pierwotnie nosiła nazwę Miłocin, przemianowana następnie na Nałęczów. Obecnie przystanek kolejowy Miłocin Lubelski.
Według spisu powszechnego z roku 1921 miejscowość Miłocin występuje jako: folwark – 10 domów i 176 mieszkańców, kolonia – 6 domów i 46 mieszkańców, wieś – 24 domy i 185 mieszkańców. Występuje ponadto miejscowość Miłocin-Czujki kolonia posiadająca 2 domy i 64 mieszkańców.